# Giuseppe Pontremoli
Giuseppe Pontremoli (Forlì, 10 marzo 1879 – Milano, 19 dicembre 1952) è stato un imprenditore e editore italiano.

## Biografia
Nato in una famiglia di religione ebraica, figlio di Eulalia Colonelli e Cesare Pontremoli, ragioniere capo dell'Amministrazione provinciale, Giuseppe Pontremoli si laureò al Politecnico di Torino in ingegneria nel 1896. Poi si trasferì a Milano, dove avviò la carriera imprenditoriale. Nel 1902 entrò in società con Luigi Della Torre, gerente della Banca Zaccaria Pisa e presidente della casa editrice Fratelli Treves. I due furono accomunati dalle comuni origini ebraiche, dall'aderenza ad idee laiche e democratiche e dall'iniziale militanza giovanile nel Partito socialista italiano, cui Pontremoli fu iscritto sin dai tempi dell'università. Insieme al Della Torre costituì una società editrice, la Società Editoriale Italiana (S.E.I.). La loro prima operazione fu il salvataggio del quotidiano radicale Il Tempo, cui posero alla direzione il socialista Claudio Treves. 
Successivamente Pontremoli divenne il gestore della filiale italiana della Zeiss

Nel marzo 1910 si dimise dal partito socialista. Essendo iscritto nella sezione di Forlì, inviò la lettera di dimissioni a Benito Mussolini, all'epoca segretario dei socialisti forlivesi. E Mussolini gli rispose polemicamente il 30 aprile 1910 su Lotta di Classe.
A partire dal 1909 la S.E.I. investì nell'acquisizione di giornali nel Centro-Nord Italia. Furono rilevati: il quotidiano milanese «Il Secolo» per oltre un milione di lire (1909), il «Giornale del Mattino» di Bologna (1910), «Il Messaggero» di Roma (1911) e «La Gazzetta dello Sport» (1913). Pontremoli, oltre ad essere gerente della società editrice del «Secolo», assunse anche formalmente la direzione del quotidiano (novembre 1911), concordando la linea politica con il redattore capo Mario Borsa. Nel 1913 Pontremoli fu per un breve periodo amministratore delegato della società Olivetti. 
Pontremoli e Della Torre costituirono un potente gruppo finanziario editoriale, disponendo quindi alla vigilia della prima guerra mondiale della principale catena editoriale dell'interventismo di sinistra. Riconciliatosi con Mussolini, Pontremoli gli anticipò, nel novembre del 1914, la somma necessaria all'acquisto della rotativa per la stampa del nuovo quotidiano «Il Popolo d'Italia», pari a 20.000 lire.
Dopo la guerra il gruppo editoriale si indebolì: già nel 1917 avvenne la cessione del «Messaggero» ai Perrone titolari dell'Ansaldo; nel 1919 Pontremoli chiuse il «Giornale del Mattino» (diretto allora da Pietro Nenni) e cedette la partecipazione nella «Gazzetta dello Sport». Infine, nel 1923 lasciò «Il Secolo», entrato con nuovi soci di maggioranza nell'orbita del regime fascista.
Abbandonata l'editoria, Pontremoli si dedicò al settore industriale, specialmente nel campo radiofonico, fondando la società di costruzioni Bruno Chiesa e divenendo direttore generale della RadioMarelli.

Nel secondo dopoguerra proseguì il suo impegno imprenditoriale ricoprendo anche la carica di vicepresidente della Fiera di Milano. 
Affiliato, come molti esponenti della sinistra democratica non marxista, alla massoneria sin dal 1899, nel 1913 raggiunse il 33º grado del Rito scozzese antico ed accettato (Rsaa) e nel 1952 ottenne la nomina a membro onorario del S.C. di Rsaa.
A ricordo del suo forte legame con la città natale, Forlì, il suo nome è inciso sulla lapide in piazzetta XC Pacifici sul retro del palazzo comunale tra quelli dei fondatori della Dam una Man ("Dammi una mano"), l’antenata della Croce Rossa forlivese.

### Vita privata
Si sposò con Faustina Bargossi da cui ebbe quattro figli, tra cui Yanko Pontremoli (1907-1968), imprenditore milanese. Yanko è nonno dei famosi stilisti Kean Etro, Veronica Etro e di Ippolito Etro e Jacopo Etro, nati da Gimmo Etro e Roberta Pontremoli.